# Rive gauche

Dzielnice Paryża z widoczną Sekwaną, która dzieli miasto. Rive gauche jest na południe od rzeki (po lewej widoczny Lasek Buloński, a po prawej Lasek Vincennes).

Rive gauche (wym. /ʁiv ɡoʃ/, tłum. lewy brzeg) – obszar Paryża, we Francji, położony na południe od rzeki Sekwany, a na północ od bulwaru Montparnasse. W 1. połowie XX wieku rive gauche był siedzibą paryskich intelektualistów. W lewobrzeżnej części miasta mieści się Dzielnica Łacińska, będąca rejonem szkół uniwersyteckich. Rive  gauche charakteryzuje się architekturą surowego gotyku. Na prawym brzegu, po północnej stronie rzeki, jest rive droite.
W pierwszej połowie XX wieku rive gauche tradycyjnie utożsamiany był z kręgami filozoficznymi, ikonami literatury i z kontrkulturą, w opozycji do rive droite, okręgu uważanego wówczas za burżuazyjny. Na południe od Sekwany aktywna była intelektualna elita, która spotykała się w kawiarniach dzielnic St. Germain de Prés i Montparnasse.

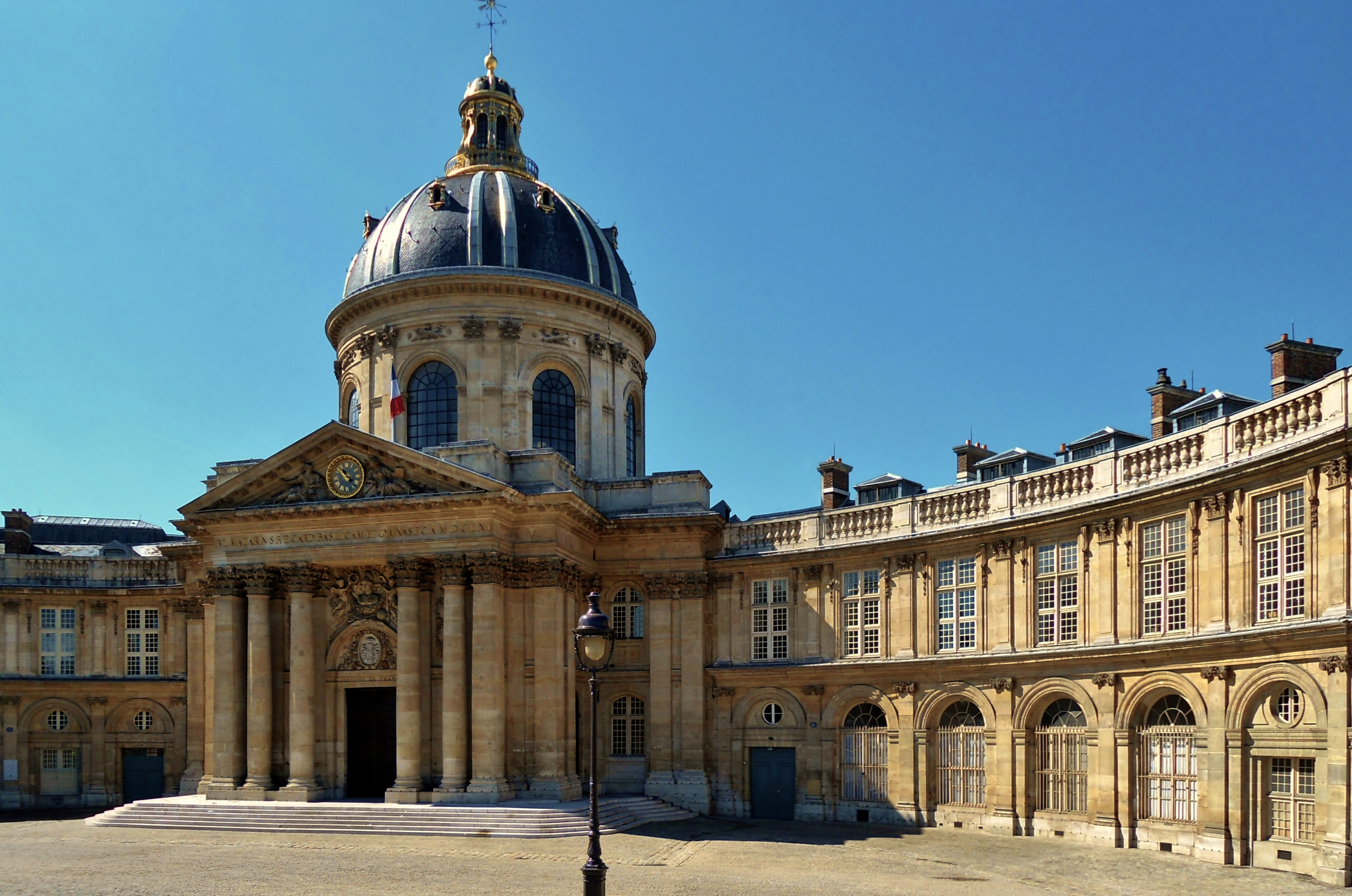
Jeden z symboli rive gauche, gmach Instytutu Francji (2011).

Intelektualiści ze Stanów Zjednoczonych, którzy po zakończeniu I wojny światowej odkrywali stolicę Francji, ten fragment miasta uważali za centrum świata. Uznawali to miejsce za urzekające przeciwieństwo „amerykańskości”.
Wśród artystów i filozofów, którzy gromadzili się na przełomie XIX i XX wieku w paryskim rive gauche, byli francuscy pisarze Jean-Paul Sartre, Simone de Beauvoir, Arthur Rimbaud, Paul Verlaine i amerykańscy, Ernest Hemingway, Francis Scott Fitzgerald, James Baldwin, a także malarze, Francuz Henri Matisse i Hiszpan Pablo Picasso. Częścią rive gauche były też kobiety, które współtworzyły charakter miejsca; były to m.in.: Colette, Djuna Barnes, Natalie Barney, Sylvia Beach, H.D., Anaïs Nin, Jean Rhys, Gertrude Stein, Alice B. Toklas, Renée Vivien oraz Edith Wharton.
W tym miejscu w XIX w. ulokowali się  francuscy wydawcy: Louis Hachette i Pierre-Jules Hetzel (18 Rue Jacob), drukujący m.in. utwory Juliusza Verne’a, który również tu mieszkał.